# تجوف (أحياء)

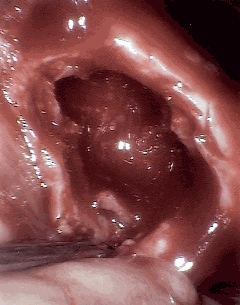
تَجوف مفتوح

التجوف أو التكهف (بالإنجليزية: Cavitation)‏ هو مُصطلح في علم الأحياء ويُقصد به تكون تجاويف في عضو، وخاصةً في أنسجة الرئة نتيجةً للسل، كما يُمكن أن تحدث بسبب السرطانة حرشفية الخلايا بعد نخر الجزء المركزي.